# Diocèse décentralisé de Macédoine-Thrace
Le diocèse décentralisé de Macédoine-Thrace (grec moderne : Αποκεντρωμένη Διοίκηση Μακεδονίας-Θράκης, Αpokentroméni Diíkisi Makedonías-Thrákis) est une subdivision administrative régionale de l'administration centrale créé par 1er janvier 2011 par le programme Kallikratis regroupant les services administratifs d'État des périphéries de Macédoine-Centrale avec celle Macédoine-Orientale-et-Thrace.
Avec près de 2,5 millions d'habitants, cette nouvelle entité dont le siège se trouve à Thessalonique est le plus peuplé des nouveaux diocèses après celui de l'Attique.
Le Secrétaire général placé à la tête de ce diocèse par le gouvernement est Thymios N. Sokos.